# Bretteville
Bretteville (anomenat habitualment Bretteville-en-Saire) és un municipi francès situat al departament de la Manche i a la regió de Normandia. L'any 2007 tenia 1.031 habitants.

## Demografia

### Població
El 2007 la població de fet de Bretteville era de 1.031 persones. Hi havia 413 famílies de les quals 82 eren unipersonals (23 homes vivint sols i 59 dones vivint soles), 156 parelles sense fills, 148 parelles amb fills i 27 famílies monoparentals amb fills.
La població ha evolucionat segons el següent gràfic:
Habitants censats

### Habitatges
El 2007 hi havia 685 habitatges, 416 eren l'habitatge principal de la família, 239 eren segones residències i 30 estaven desocupats. 508 eren cases i 3 eren apartaments. Dels 416 habitatges principals, 364 estaven ocupats pels seus propietaris, 45 estaven llogats i ocupats pels llogaters i 7 estaven cedits a títol gratuït; 4 tenien una cambra, 15 en tenien dues, 46 en tenien tres, 88 en tenien quatre i 264 en tenien cinc o més. 343 habitatges disposaven pel capbaix d'una plaça de pàrquing. A 148 habitatges hi havia un automòbil i a 248 n'hi havia dos o més.

### Piràmide de població
La piràmide de població per edats i sexe el 2009 era:
| Homes | Edats   | Dones |
| ----- | ------- | ----- |
| 0     | 95 o +  | 0     |
| 0     | 90 a 94 | 0     |
| 0     | 85 a 89 | 4     |
| 12    | 80 a 84 | 4     |
| 20    | 75 a 79 | 16    |
| 8     | 70 a 74 | 32    |
| 24    | 65 a 69 | 12    |
| 24    | 60 a 64 | 20    |
| 28    | 55 a 59 | 8     |
| 24    | 50 a 54 | 36    |
| 72    | 45 a 49 | 60    |
| 60    | 40 a 44 | 56    |
| 28    | 35 a 39 | 44    |
| 40    | 30 a 34 | 16    |
| 12    | 25 a 29 | 20    |
| 44    | 20 a 24 | 28    |
| 60    | 15 a 19 | 48    |
| 44    | 10 a 14 | 28    |
| 32    | 5 a 9   | 28    |
| 32    | 0 a 4   | 28    |

## Economia
El 2007 la població en edat de treballar era de 680 persones, 483 eren actives i 197 eren inactives. De les 483 persones actives 439 estaven ocupades (234 homes i 205 dones) i 43 estaven aturades (25 homes i 18 dones). De les 197 persones inactives 85 estaven jubilades, 56 estaven estudiant i 56 estaven classificades com a «altres inactius».

### Ingressos
El 2009 a Bretteville hi havia 423 unitats fiscals que integraven 1.071,5 persones, la mediana anual d'ingressos fiscals per persona era de 21.251 €.

### Activitats econòmiques
Dels 17 establiments que hi havia el 2007, 3 eren d'empreses de fabricació d'altres productes industrials, 1 d'una empresa de construcció, 3 d'empreses de comerç i reparació d'automòbils, 3 d'empreses de transport, 2 d'empreses d'hostatgeria i restauració, 1 d'una empresa d'informació i comunicació, 2 d'empreses immobiliàries, 1 d'una entitat de l'administració pública i 1 d'una empresa classificada com a «altres activitats de serveis».
Dels 3 establiments de servei als particulars que hi havia el 2009, 1 era una fusteria, 1 perruqueria i 1 restaurant.
L'any 2000 a Bretteville hi havia 20 explotacions agrícoles que ocupaven un total de 374 hectàrees.

## Equipaments sanitaris i escolars
El 2009 hi havia una escola elemental.

## Poblacions més properes
El següent diagrama mostra les poblacions més properes.